# قلعة يارموث
قلعة يارموث هي حصن مدفعي بناه هنري الثامن في عام 1547 لحماية ميناء يارموث في جزيرة وايت من تهديد الهجوم الفرنسي، و بعرض أقل بقليل من 100 قدم مايساوي (30 مترا)، وتم تجهيز القلعة المربعة في البداية ب 15 مدفعية وبحامية تضم 20 رجلا، وتميزت على جانبها البري بمعقل إيطالي يسمى «رأس السهم»، و كان هذا مختلفا جدا في الأسلوب عن المعاقل الدائرية السابقة المستخدمة في الحصون المجهزة التي بناها هنري، وكان الأول من نوعه الذي يتم بناؤه في إنجلترا.
خلال القرنين السلدس عشر و السابع عشر استمرت صيانة القلعة وتعديلها، و تم تحويل النصف البحري من القلعة إلى منصة بندقية صلبة وتم بناء أماكن إقامة إضافية لمدافعي الحصن، تم بناء حصن على الجانب الشرقي من القلعة وتم وضع سلاح بندقية إضافي على رصيف المدينة، وإلى الغرب مباشرة، بالنسبة لمعظم الحروب الأهلية الإنجليزية في الأربعينات من القرن السادس عشر التي كان يعقدها البرلمان، و بعد الترميم، تم إعادة تحصين القلعة من قبل تشارلز الثاني في السبعينات من القرن السادس عشر.
ظل التحصين قيد الاستخدام خلال القرنين الثامن عشر والتاسع عشر، وإن كان بحامية أصغر وعدد أقل من الأسلحة، حتى تم سحبها اخيرا عام 1885، و بعد فترة قصيرة كمركز لإشارات خفر السواحل، أعيدت القلعة إلى الاستخدام العسكري خلال الحربين العالميتين الأولى والثانية، و في القرن الحادي والعشرين قامت منظمة التراث الإنجليزي بتشغيل القلعة كمنطقة جذب سياحي.

## تاريخ

### القرن السادس عشر

#### بناء

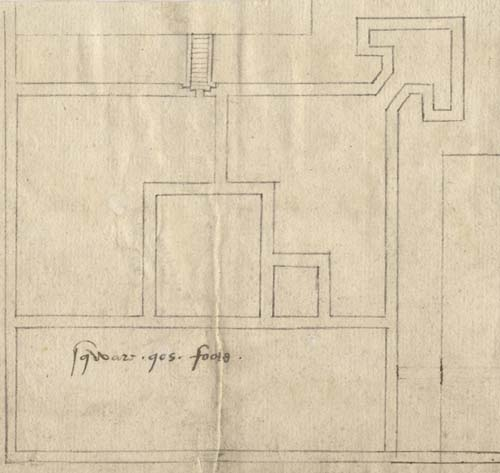
عام 1559 مخطط للقلعة ، يُظهر التصميم الأصلي للفناء وحصن "رأس السهم" والخندق المحيط به

تم بناء قلعة يارموث نتيجة للتوترات الدولية بين إنجلترا وفرنسا والإمبراطورية الرومانية المقدسة في السنوات الأخيرة من عهد الملك هنري الثامن، و تقليديا ترك التاج الدفاعات الساحلية للأمراء والمجتمعات المحلية ، ولم يلعب سوى دور صغير في بناء التحصينات وصيانتها، وبينما ظلت فرنسا والإمبراطورية في صراع مع بعضهما البعض، كانت الغارات البحرية شائعة ولكن بدا من غير المرجح حدوث غزو فعلي لإنجلترا، و كانت الدفاعات المتواضعة، القائمة على الكتل والأبراج البسيطة، موجودة في الجنوب الغربي وعلى طول ساحل ساسكس ، مع عدد قليل من الأعمال الأكثر إثارة للإعجاب في شمال إنجلترا، ولكن بشكل عام كانت التحصينات محدودة للغاية في الحجم.
في عام 1533، انفصل هنري عن البابا بولس الثالث لإلغاء الزواج الطويل الأمد من زوجته ، كاثرين من أراغون، والزواج مرة أخرى، مما أدى إلى إعلان فرنسا والإمبراطورية تحالفا ضد هنري في عام 1538، وشجع البابا المملكتين على مهاجمة إنجلترا، و استجاب هنري في عام 1539 من خلال الأمر ببناء تحصينات على طول الأجزاء الأكثر ضعفا من الساحل ، من خلال تعليمات تسمى «الجهاز»  مر التهديد المباشر من غير اضرار، لكنه عاد إلى الظهور في عام 1544، حيث هددت فرنسا بغزو عبر القتال، وبدعم من حلفائها في اسكتلندا، وبعد ذلك أصدر هنري جهازا آخر في عام 1544 لزيادة تحسين دفاعات البلاد ، وخاصة على طول الساحل الجنوبي.
ربما تعرضت مدينة يارموث في جزيرة وايت للهجوم من قبل الفرنسيين في عام 1543، وإن كان الأمر كذلك ، فمن المحتمل أن تكون هذه الغارة قد شجعت على بناء قلعة هناك كجزء من الموجة الثانية من حصون الأجهزة، عمل الحصن جنبا إلى جنب مع الدفاعات الموجودة في سولنت وحمى المعبر الرئيسي من الجانب الغربي من الجزيرة إلى الميناء الرئيسي، و كانت قلعة يارموث حصنا مدفعيا مربعا مبنيا حول فناء مركزي مع معقل زاوي «رأس سهم» يحمي الجانب البري، و كانت مجهزة في البداية بثلاثة مدافع وكولفيرين ، واثني عشر مدفعا أصغر، تطلق النار من خط من الجمرات على طول الجانب البحري من القلعة، و كان يحميها فريق صغير من الجنود ، يتكون من مدفعي رئيسي وحمال و 17 جنديا، بقيادة ريتشارد أودال، أول قبطان في القلعة، و كان يعيش أودال في القلعة ، لكن الجنود كانوا يقيمون في البلدة المحلية المجاورة.
تم بناء القلعة من قبل جورج ميلز تحت إشراف ريتشارد ورسلي، قبطان الجزيرة ، على أرض تابعة للتاج ، وربما في موقع كنيسة دمرت خلال أحداث عام 1543، وكان هنري قد حل الأديرة في إنجلترا قبل بضع سنوات ، وربما أعيد استخدام الحجر من دير قوار (Quarr) المحلي في بناء القلعة، و تم الانتهاء منه بحلول عام 1547 ، عندها حصل ميلز على 1000 جنيه إسترليني مقابل عمله وتم تسريح الجنود الذين كانوا يحرسون الموقع أثناء المشروع.

#### الاستخدام الأولي
عندما خلفت الملكة الكاثوليكية الرومانية ماري الأولى على العرش ، كانت هناك تغييرات في القيادة في جزيرة وايت والقلعة، و تم فصل ورسلي لصالح أحد المعينين من قبل الروم الكاثوليك في عام 1553 وأعدم أودال في عام 1555 لدوره في مؤامرة دادلي للإطاحة بالملكة، و عندما جاءت إليزابيث الأولى البروتستانتية إلى العرش في عام 1558 ، تم حل السلام مع فرنسا وتحول الاهتمام العسكري نحو التهديد الإسباني لإنجلترا، و أعادت إليزابيث تعيين ورسلي في منصبه وأجرى عملية إعادة تطوير واسعة النطاق للقلعة، و ملأ ورسلي نصف فناء القلعة لإنتاج منصة مدفعية صلبة قادرة على حمل ثمانية مدافع ثقيلة مع حقل نيران غير منقطع فوق البحر ، و قام أيضا ببناء منزل المدفعي الرئيسي على الجانب الآخر من القلعة، ومع ذلك ، أظهر التفتيش في عام 1586 أن التحصين كان في حالة سيئة، و تم إنجاز العمل بتكلفة 50 جنيها إسترلينيا في عام 1587 ، بما في ذلك إقامة حصن أرضي بجانب القلعة لتركيب مدافع إضافية، حيث شهد العام التالي محاولة غزو إنجلترا من قبل الأرمادا الإسبانية ، وبعد ذلك تم إجراء المزيد من الإصلاحات على القلعة، و بحلول عام 1599 ، تم إبلاغ التاج بأن القلعة ، التي كانت لا تزال تعتبر دفاعا مهما عن سولنت ، تحتاج إلى إصلاحات باهظة الثمن.

### القرن ال 17

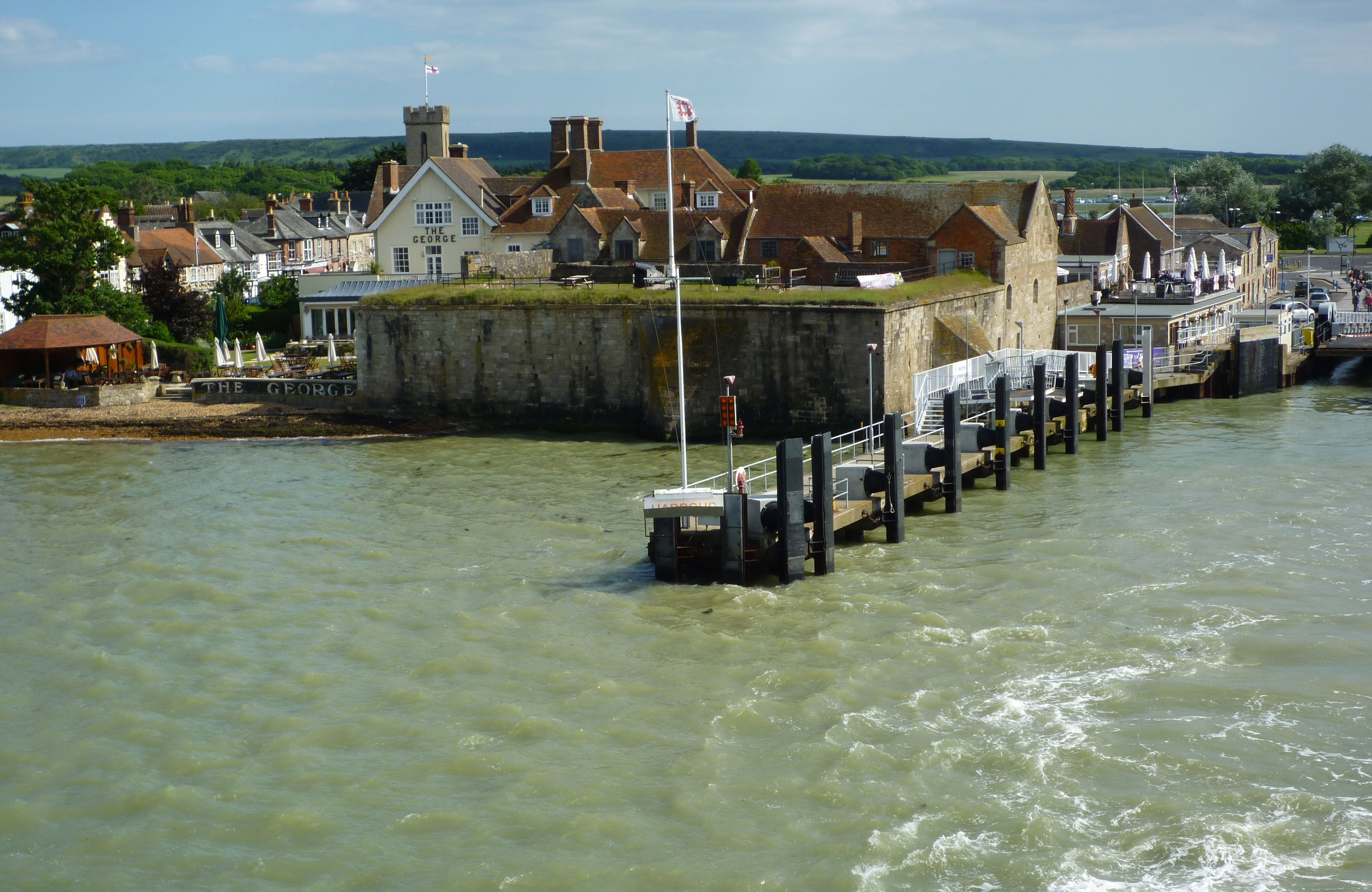
القلعة من منظور البحر. كان من الممكن وضع الحصن وبطارية الرصيف على يسار ويمين القلعة على التوالي

استمرت قلعة يارموث في كونها تحصينا عسكريا مهما ، حيث استخدمت كقلعة ولكن أيضا كمركز نقل ومستودع مخازن، و تم تنفيذ الإصلاحات الموصى بها في عام 1599 في السنوات الأولى من القرن السابع عشر وتم استثمار 300 جنيه إسترليني آخر في قلعة يارموث وقلعة سانداون القريبة في عام 1609 ، بما في ذلك إضافة دعامتين زاويتين على طول الجدران المواجهة للبحر.
أفاد مسح أجراه قائد القلعة جون بورلي في عام 1623 أن الحامية كانت تضم أربعة مدفعيين والقبطان فقط ، مع المباني في حالة «مدمرة» والدفاعات في حاجة إلى إصلاح، و أثيرت مخاوف مماثلة في عامي 1625 و 1629، و لم تتقدم الاقتراحات بإضافة سلاح بندقية نصف القمر إلى الدفاعات ، ولكن في عام 1632 تم رفع ارتفاع الحواجز وتم بناء المزيد من المساكن وبناء غرفة طويلة للمخازن داخل القلعة، وربما أعيد استخدام بعض الحجارة المستخدمة في ذلك من سانداون القريبة، والتي دمر البحر جدرانها و قبل استخدام الحجر في سانداون ، يبدو أن الحجر قد أخذ من الأديرة المحلية.
اندلعت الحرب الأهلية في عام 1642 بين أتباع الملك تشارلز الأول وأتباع البرلمان، في البداية ، احتفظ الكابتن بارنابي بورلي ، أحد أقارب جون ، وأحد الملكيين المتحمسين ، بالقلعة نيابة عن الملك مع حامية صغيرة، و تفاوض بورلي على شروط الاستسلام، وبما في ذلك السماح له في البداية بالبقاء في القلعة مع حماية مسلحة، وظلت القلعة تحت سيطرة البرلمان لبقية الحرب، و في وقت مبكر خلال خلو العرش من حاكم، تقرر زيادة حجم الحامية في القلعة من 30 إلى 70 جنديا ، بسبب المخاوف بشأن هجوم ملكي محتمل من جزيرة جيرسي، و عاش معظم الجنود خارج القلعة نفسها، وقد كانت التكلفة السنوية لهذه القوة حوالي 78 جنيها إسترلينيا وفي عام 1655 أصبحت الحامية أصغر مرة أخرى لتقليل التكاليف.

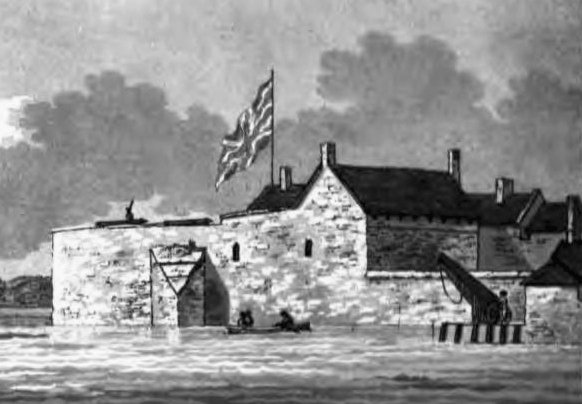
نقش قلعة يارماوث عام 1794 ؛ يظهر سلاح البندقية على الرصيف على اليمين

عندما عاد تشارلز الثاني إلى العرش في عام 1660 ، قام بتسريح معظم الجيش الحالي وفي العام التالي أعطيت الحامية في يارموث إشعارا لمدة أربعة أيام لمغادرة القلعة، و أعلن الملك أنه سيتم إرسال مدفعية القلعة إلى كاوز ، ما لم توافق بلدة يارموث على تولي المسؤولية المالية عن إدارة الموقع بأنفسهم، فرفضت المدينة القيام بذلك ، لكن تشارلز كرر العرض في عام 1666، و هذه المرة يبدو أن يارموث قد اتخذت إجراءها، وعينت أربعة جنود في حامية، على الرغم من أن المدينة لم تعين ضابطا لقيادتهم، أو حتى إجراء أي إصلاحات للقلعة المتهالكة الآن.
استولى التاج على القلعة مرة أخرى في عام 1670 ، وقام روبرت هولمز ، الكابتن الجديد لجزيرة وايت ، بإعادة بعض البنادق من كاوز إلى القلعة، و تم إعادة تحصين الموقع ووضع سلاح بندقية جديدة على الرصيف المجاور ، ولكن تم هدم الأعمال الترابية القديمة وتم ملء الخندق، و بنى هولمز قصرا لنفسه إلى جانب القلعة ، حيث استضاف الملك في ثلاث مناسبات.
في عام 1688 ، واجه شقيق تشارلز ، جيمس الثاني ، تمردا واسع النطاق وغزوا محتملا لإنجلترا من قبل ويليام أوف أورانج، و كان هولمز مؤيدا لجيمس ، ولكن على الرغم من أنه كان ينوي السيطرة على قلعة يارموث نيابة عن الملك ، إلا أن السكان المحليين والحامية في يارموث انحازوا إلى ويليام ، مما منعه من الانحياز علنا إلى الملك.

### القرنان الثامن عشر والحادي والعشرون

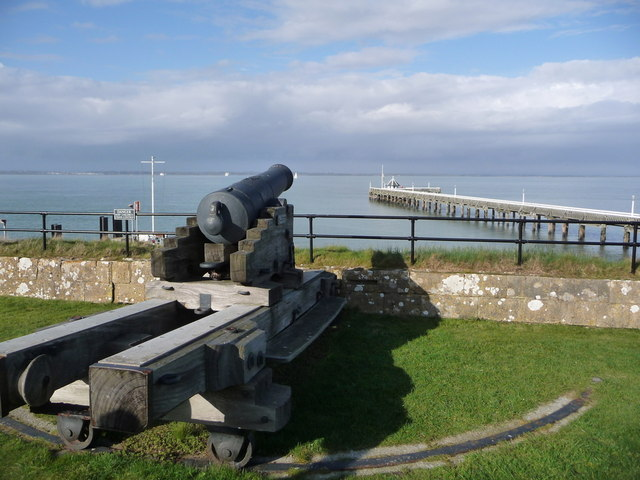
مدفع بحري يرتكز على قضبان العبور على الرصيف

استمر استخدام قلعة يارموث ، وتظهر السجلات من عامي 1718 و 1760 أنها كانت مجهزة بثمانية مدافع بوزن 6 أرطال مايساوي (2.7 كجم) وخمسة مدافع 9 أرطال (4.1 كجم) على طول القلعة ومنصات الرصيف ، على التوالي. وطوال هذه الفترة، كان يعمل بها على الأرجح نقيب وستة مدفعيين، بدعم من الميليشيات المحلية، في أوائل القرن الثامن عشر ، أعيد بناء قصر هولمز ، وشكل مظهره الحالي، ومع ذلك ، بحلول الثامن عشر، كان ميناء يارموث قد طمي تدريجيا وتم تدميره من قبل التطورات الصناعية ، مما قلل من قيمة المرسى ، وأصبح تصميم القلعة قديما.
في عام 1813 ، خلال الحروب النابليونية ، تم تنفيذ العمل لتغيير تصميم الحاجز، و أثارت حرب القرم خوفا جديدا من الغزو وفي عام 1855 أعيد تحصين الساحل الجنوبي لإنجلترا، فخضعت قلعة يارموث لإصلاحات كبيرة في ذلك العام، و تم تركيب أربعة مدافع بحرية وقضبان عبور على منصة القلعة ، و وتم إنشاء وحدة جيش مقاطعة نظامية لحامية الحصن، في عام 1881 تم تقديم اقتراح لتحديث التحصين بأكمله ، ولكن تم رفض ذلك وفي عام 1885 تم سحب الحامية والمدافع.
بدأ خفر السواحل في استخدام القلعة كمحطة إشارات في عام 1898، وفي عام 1901 ، مررت وزارة الحرب القلعة إلى مفوضي الغابات وفي عام 1912 تم تأجير أجزاء من القلعة إلى فندق بيير ، والذي ضم قصر روبرت هولمز السابق، و أصبح فندق بيير في نهاية المطاف فندق جورج ولا يزال يحتل جزءا من خندق القلعة القديم، و سيطر مكتب الأشغال على القلعة في عام 1913 ، ونفذ برنامجا للإصلاحات ، واستخدمها الجيش في الحربين العالميتين الأولى والثانية، و تم تقاعده أخيرا من الاستخدام العسكري في الخمسينات من القرن التاسع عشر.
في القرن الحادي والعشرون، تم تشغيل قلعة يارموث من قبل منظمة التراث الإنجليزي كمنطقة جذب سياحي ، حيث استقبلت 9007 زائرا في عام 2010، وكت أنه محمي بموجب قانون المملكة المتحدة كمبنى مدرج من الدرجة الأولى وكنصب تذكاري مجدول.

## بنيان

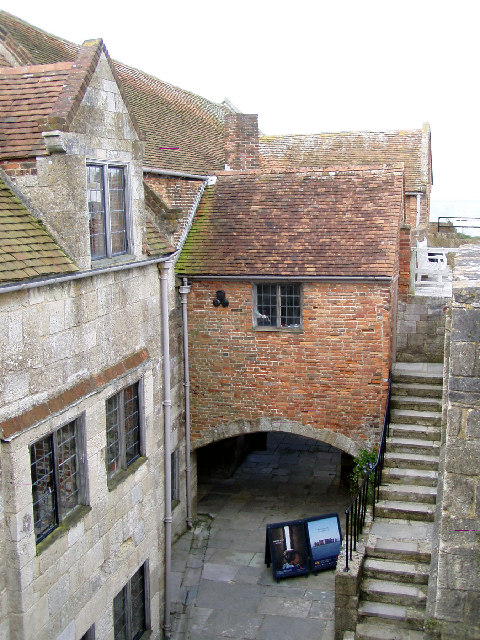
النظر عبر الفناء في العلية والغرفة الطويلة (على اليسار) وغرفة صغيرة (في الوسط) والسلالم المؤدية إلى المنصة (على اليمين)

قلعة يارموث هي حصن مربع ، يبلغ عرضه حوالي 100 قدم ما يساوي (30 مترا) ، مع معقل رأس السهم يحمي الجانب الأرضي، و تواجه الجدران الشمالية والغربية البحر ، محمية بدعامات زاوية ، وخندق بعرض 10 أمتار (33 قدما) يحمي في الأصل الجانب الجنوبي والشرقي ، و على الرغم من أنه تم ملؤه منذ ذلك الحين، كما أنه تم تدمير حصن القلعة الذي يعود تاريخه إلى القرن السادس عشر، والذي كان يغطي في الأصل المنطقة الواقعة إلى الغرب من شارع بيير وشمال شارع كواي ، وسلاح بندقية الرصيف الخاصة به.
بنيت جدران القلعة بشكل رئيسي من حجر الرماد ، مع بعض الطوب الأحمر المستخدم على الجانب الجنوبي، وقد تم اختراق الجدران من قبل عدد صغير من الطلقات النارية، بما في ذلك في «آذان» المعقل ، والتي كانت ستطل على الخندق، عندما بنيت لأول مرة ، شكلت المناطق الداخلية من القلعة سلسلة من المباني حول الفناء ، ولكن تم ملء النصف الجنوبي من القلعة بعد ذلك بوقت قصير لإنتاج منصة بندقية صلبة قادرة على دعم المدافع الثقيلة، و تم رفعه لاحقا مرة أخرى في القرن السابع عشر إلى ارتفاعه الحالي، و الحاجز مغطى الآن بالعشب ، مع زوايا مستديرة من القرن التاسع عشر، ولا تزال المنصة تحتوي على القضبان التي كانت ستعبرها المدافع البحرية الأربعة ، والتي يعود تاريخها إلى عام 1855، ومنذ ذلك الحين، تم تدمير غرفة إقامة صغيرة، بنيت على المنصة في الجزء العلوي من الدرج.
يعكس تصميم رأس السهم لمعقل القلعة أفكارا جديدة حول التحصينات الدفاعية المنتشرة من إيطاليا في القرن السادس عشر، و في وقت سابق ، استخدمت القلاع الهنريكية النمط الأوروبي الأقدم من الحصون شبه الدائرية لتجنب تقديم أي نقاط ضعف في الأعمال الحجرية ، وكان التصميم برأس السهم مكن المدافعين من توفير نيران داعمة أكثر فعالية ضد قوة هجومية، و كانت يارموث من بين التحصينات الأولى في أوروبا ، والأولى في إنجلترا ، التي تبنت هذا التصميم.

تقع مكان الإقامة والمرافق الأخرى على الجانب الجنوبي من القلعة، في الطابق الأرضي ، و يؤدي مدخل القلعة إلى فناء مرتبط بأربع غرف مقببه ببرميل في الزاوية الجنوبية الغربية ، وهي في الأصل مساكن تعود إلى القرن السابع عشر للحامية، و تم تحويل اثنين من هذه الغرف لاستخدامها كمجلات ولا تزال تجهيزات واحدة منها في مكانها، و في الزاوية الجنوبية الشرقية يوجد منزل ماستر غنر (Master Gunner's House) ، والذي يضم صالون وقاعة ومطبخ في الطابق الأرضي ، وغرفة علوية في الطوابق أعلاه، كان من الممكن في الأصل فصل الصالون والقاعة عن طريق شاشة.، وكان من الممكن أيضا تقسيم الغرفة، ففي الطابق الأول توجد غرفة صغيرة ، مدعومة بأقواس فوق الفناء ، والتي كانت تستخدم كسكن فيها، و في الطابق الثاني ، توجد الغرفة الطويلة فوق الغرف المقببه بالبرميل ، ولا يزال سقفها الأصلي الضخم سليما.

## فهرس
- Biddle، Martin؛ Hiller، Jonathon؛ Scott، Ian؛ Streeten، Anthony (2001). Henry VIII's Coastal Artillery Fort at Camber Castle, Rye, East Sussex: An Archaeological Structural and Historical Investigation. Oxford, UK: Oxbow Books. ISBN:0904220230.
- Fritze، Ronald H. (1982). "The Role of Family and Religion in the Local Politics of Early Elizabethan England: The Case of Hampshire in the 1560s". The Historical Journal. ج. 25 ع. 2: 267–287.
- Hale، J. R. (1983). Renaissance War Studies. London, UK: Hambledon Press. ISBN:0907628176.
- Harrington، Peter (2007). The Castles of Henry VIII. Oxford, UK: Osprey Publishing. ISBN:9781472803801.
- Hopkins، Dave (2004). Extensive Urban Survey – Hampshire and the Isle of Wight. London, UK: English Heritage. DOI:10.5284/1000227.
- King، D. J. Cathcart (1991). The Castle in England and Wales: An Interpretative History. London, UK: Routledge Press. ISBN:9780415003506.
- Morley، B. M. (1976). Henry VIII and the Development of Coastal Defence. London, UK: Her Majesty's Stationery Office. ISBN:0116707771.
- Pattison، Paul (2009). Pendennis Castle and St Mawes Castle. London, UK: English Heritage. ISBN:9781850747239.
- Rigold، S. E. (1958). Yarmouth Castle, Isle of Wight. London, UK: HMSO. OCLC:810988359.
- Rigold، S. E. (2012) [1978]. Yarmouth Castle, Isle of Wight (ط. revised). London, UK: English Heritage. ISBN:9781850740490.
- Saunders، Andrew (1989). Fortress Britain: Artillery Fortifications in the British Isles and Ireland. Liphook, UK: Beaufort. ISBN:1855120003.
- Thompson، M. W. (1987). The Decline of the Castle. Cambridge, UK: Cambridge University Press. ISBN:1854226088.